# Peso massimo (ippica)
Nell'ippica, il peso massimo è un termine tecnico che sta ad indicare il cavallo più pesante tra i partecipanti di una gara al galoppo.
Ai cavalli infatti viene attribuito un peso in base al valore dimostrato nelle gare precedenti. 
Il peso così stabilito si calcola sommando il peso del fantino con quello della sella e di alcune zavorre di piombo. 
Tutto questo al fine teorico di garantire ad ogni concorrente le stesse possibilità di vittoria.